# Chaqani

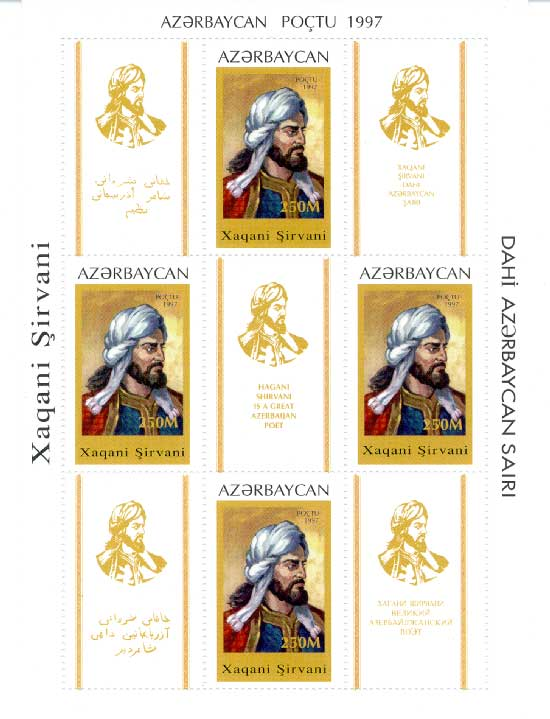
Darstellung Chaqanis auf einer aserbaidschanischen Briefmarke

Afzal ad-Dīn Ibrāhīm Badīl ibn ʿAlī ibn ʿUsmān Chāqānī Schirvānī, kurz auch Chaghani (persisch افضل الدين ابراهيم بديل بن على بن عثمان خاقانى شروانى, DMG Afżal ad-Dīn Ibrāhīm Badīl b. ʿAlī b. ʿUsmān Ḫāqānī Širvānī; * 1121 oder 1122 in Schirwan; † 1190 in Täbris), war ein herausragender persischer Dichter.
Chaqani war ein bekannter Dichter und Meister der Kasside, der als Sohn einer Zimmermannsfamilie in Melgem nahe Schemacha geboren wurde. Er verlor in jungen Jahren seinen Vater und wurde von seinem Onkel Kāfī ad-Dīn ʿUmar, einem Arzt und Astronomen am Hofe der Schirwanschahs, großgezogen. Chaqanis Mutter war Christin mit georgischen Wurzeln.
In seiner Jugend schrieb er unter dem Nom de plume „Ḥaqāʾiqī“. Nachdem er an den Hof des Schahs von Schirwan gerufen worden war, entschied er sich unter dem Namen „Chāqānī“ zu schreiben (die Schahs führten auch den Titel „Chāqān“). Er floh jedoch bald aus dem beengenden Umfeld des Palastes und trat eine Reise durch den Nahen Osten an. Seine Reisen inspirierten ihn zu seinem bekanntesten Werk, dem Masnawī „Tuhfat al-Iraqain“ (تحفت العراقين, Tuḥfat al-ʿIrāqain, „Ein Geschenk der beiden Irak“). „Beide Irak“ war die Bezeichnung für Mesopotamien und Persien. Er schrieb auch die Kasside „Der Bogen von Madain“ (ايوان مداين), in der er seine Eindrücke von den Überresten des sassanidischen Palastes bei Seleukia-Ktesiphon schildert.
Als er heimkehrte, kam es zum Bruch mit dem Hof von Schirwan und der Schah Achsitān I. befahl seine Gefangennahme. Im Gefängnis schrieb Chaqani seine Klagelieder, die „Gefängnis-Gedichte“  (Ḥabsiyyāt) genannt werden. Nach seiner Freilassung zog er mit seiner Familie nach Täbris. Dort starb zuerst sein junger Sohn, dann seine Tochter und seine Frau. Allein, starb auch Chāghānī bald in Täbris. Er wurde auf dem Dichterfriedhof in Surchab bei Täbris beigesetzt.
Chaqanis Dīwān umfasst auch einige arabische Gedichte sowie eine Sammlung von 60 Briefen.